# Patricia M. Byrne

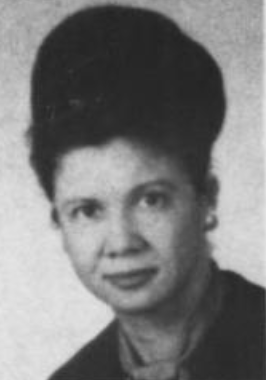
Patricia M. Byrne, 1964

Patricia Mary Byrne (* 1. Juni 1925 in Cleveland; † 23. November 2007 in Washington, D.C.) war eine US-amerikanische Diplomatin.

## Leben und Karriere
Byrne wurde am 1. Juni 1925 in Cleveland geboren.
Sie besuchte das Vassar College, wo sie graduierte.
1947 erhielt sie ein Master's Degree von der School of Advanced International Studies an der Johns Hopkins University.
1949 begann sie ihren diplomatischen Dienst im und wurde in Athen stationiert. Von 1950 bis 1955 diente sie in Saigon. Sie war Sachbearbeiterin für Laos beim State Department, gefolgt von Einsätzen in der Türkei und Laos. 1969 wurde sie die erste Frau, die vom National War College graduierte.
Ihr nächster Einsatz erfolgte in Paris. 1973 wurde sie nach Sri Lanka versetzt, wo sie stellvertretende Missionsleiterin (deputy chief of the mission) war.
Sie wurde 1976 vom damaligen Präsidenten Gerald Ford zur Botschafterin in Mali ernannt und blieb dies bis 1979.
Im November 1979 ernannte sie Präsident Jimmy Carter zur Botschafterin in Burma als Nachfolgerin von Maurice Darrow Bean. Dieses Amt hatte sie bis September 1983 inne, ihr Nachfolger wurde Daniel Anthony O’Donohue.
Ronald Reagan ernannte sie 1985 zur stellvertretenden ständigen Repräsentantin bei den Vereinten Nationen (Deputy U.S. permanent representative to the United Nations) im Rang eines Botschafters. Dieses Amt hatte sie bis 1989 inne.
1989 trat sie in den Ruhestand, kehrte aber später zum State Department zurück und arbeitete für einige Jahre an der Schaffung von Richtlinien für die Freigabe von Dokumenten mit. Nach ihrem Rückzug in den Ruhestand lebte Byrne in Washington, wo sie Mitglied der Diplomatic and Consular Officers, Retired war. Sie arbeitete im Bildungsausschuss der Gruppe, welcher jährlich mehr als $200,000 in Stipendien vergibt. Byrne wurde zweimal in den Aufsichtsrat (Board) der Gruppe gewählt.
Sie war auch Freiwillige bei der Senior Living Foundation und der Asia Society. Byrne starb am 23. November 2007 im Alter von 82 Jahren an einer Hirnblutung im George Washington University Medical Center.

## Familie
Sie hatte eine Schwester, die sie überlebte.